# عزابة (عياشة)
عزابة هي إحدى مشيخات المملكة المغربية، تتبع جغرافيا لإقليم العرائش وإداريًا لعياشة. يقدر عدد سكانها بـ 5335 نسمة حسب الإحصاء الرسمي للسكان والسكنى لسنة 2004.